# Encyclopedia Lituanica

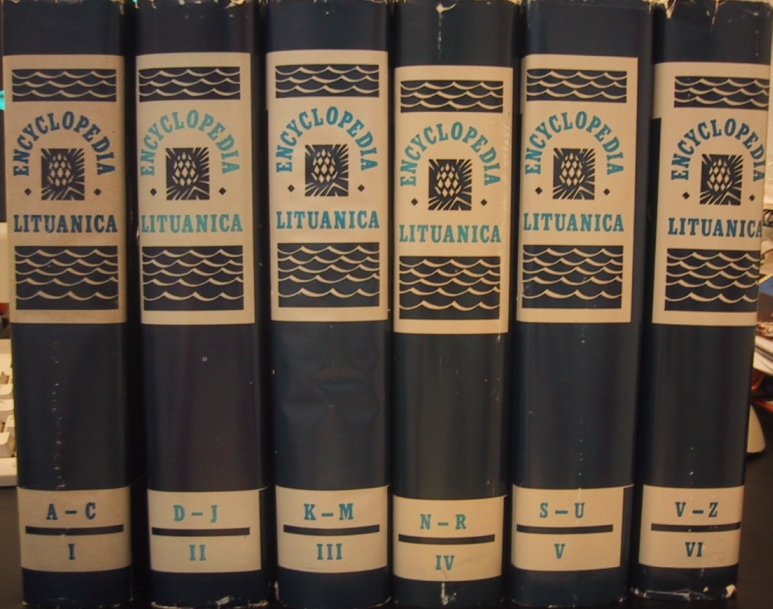
I sei volumi dellEncyclopedia Lituanica

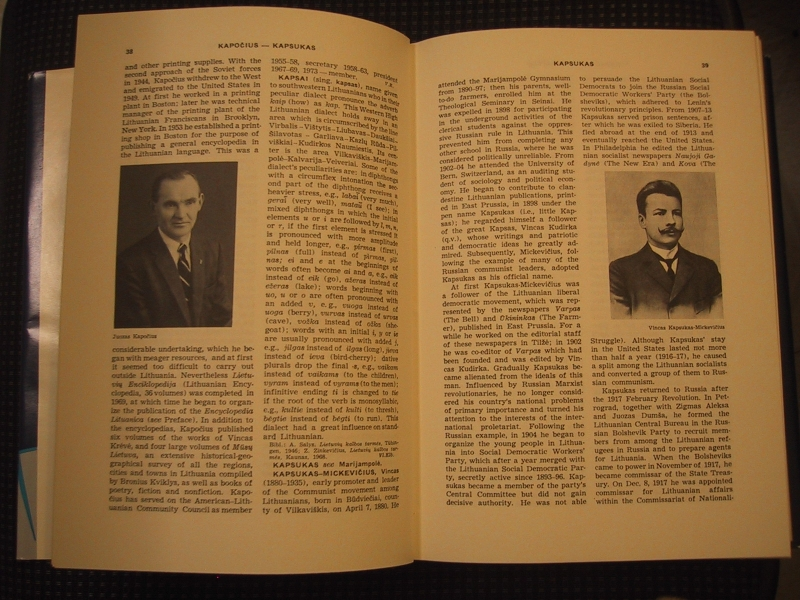
Un volume aperto dellEncyclopedia Lituanica con l'immagine dell'editore Juozas Kapočius sulla sinistra

L'Encyclopedia Lituanica (che prende probabilmente il nome da Encyclopedia Britannica o Encyclopedia Americana) è un'enciclopedia in sei volumi (circa 3600 pagine) in inglese su argomenti relativi alla Lituania. Fu pubblicata tra il 1970 e il 1978 a Boston, nel Massachusetts, da emigranti lituani che erano fuggiti dall'occupazione sovietica alla fine della seconda guerra mondiale. Ad oggi, rimane l'unico lavoro di tale completezza sulla Lituania in lingua inglese.
L'enciclopedia fu pubblicata dagli stessi emigranti che avevano pubblicato Lietuvių enciklopedija, un'enciclopedia generale di 35 volumi in lingua lituana, nel 1953-1966. Successivamente, furono aggiunti due volumi di aggiunte e supplementi e il 37º e ultimo volume fu pubblicato nel 1985. L'impegno fu reso estremamente complicato dal fatto che la maggior parte delle fonti e delle risorse si trovavano dietro la "cortina di ferro" nell'Unione Sovietica. Alcune delle voci nell'Encyclopedia Lituanica provengono da questo lavoro precedente, che aveva circa due quinti del suo contenuto dedicato ad argomenti relativi alla Lituania. Pertanto, la maggior parte delle voci sono state scritte per la prima volta in lituano e successivamente tradotte in inglese. Tuttavia, gli osservatori notano una buona qualità delle traduzioni.
L'enciclopedia è stata pubblicata dalla Lithuanian Encyclopedia Press, fondata e di proprietà di Juozas Kapočius. È stato insignito dell'Ordine del granduca Gediminas nel 1995. L'opera è stata curata da Simas Sužiedėlis e alla fine dell'ultimo volume elenca 197 collaboratori; solo una manciata di loro sono non lituani.